# Ánfora panzuda del Pintor de Neso

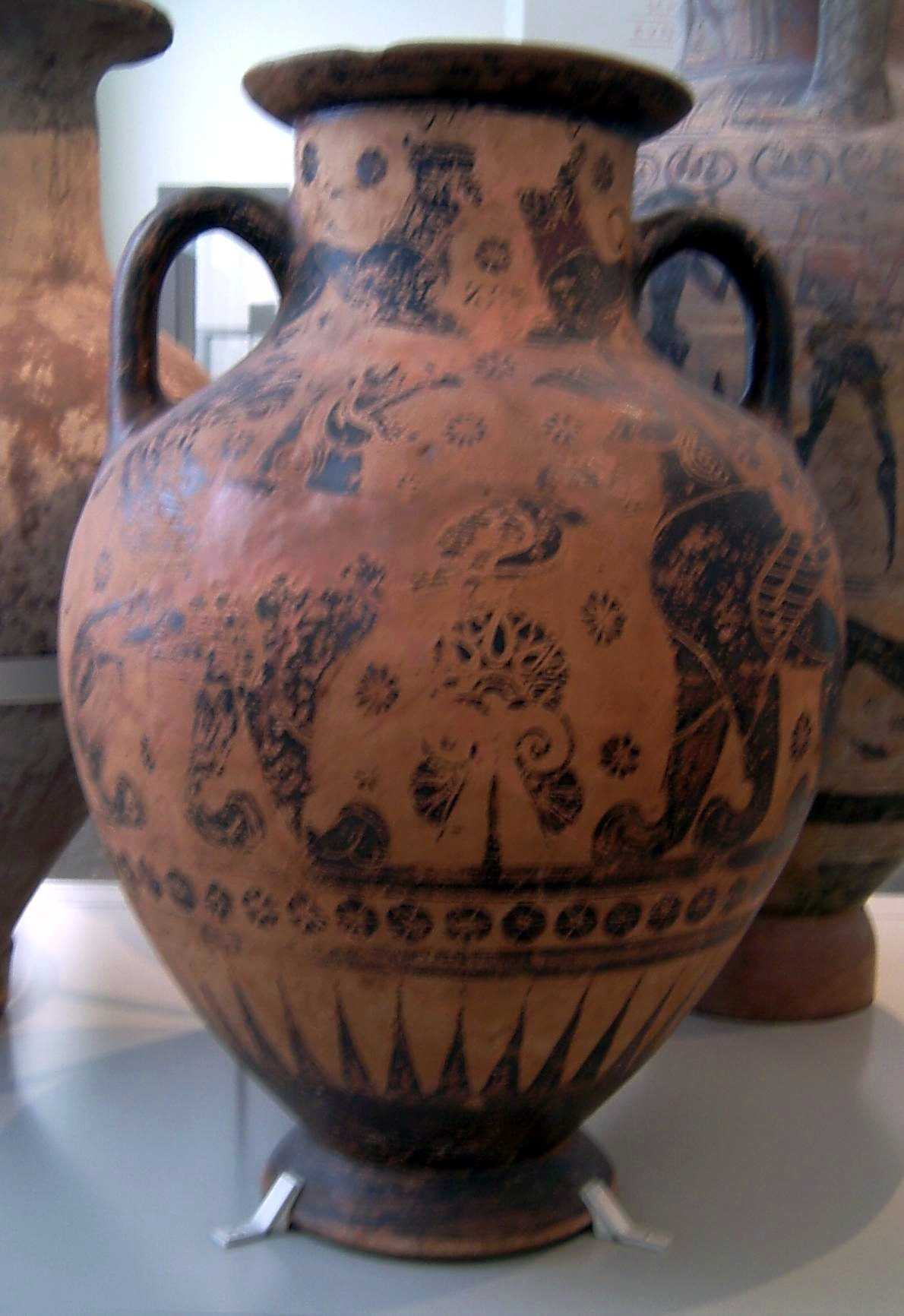
Ánfora panzuda del pintor de Neso, Ática c. 610-600 a. C., pareja de grifos a ambos lados de una palmeta con un búho, sobre una pareja de panteras en el cuello.

El Ánfora panzuda de Neso  o Ánfora ventruda de Neso con número de inventario 1961.7 de la Antikensammlung Berlin es un gran vaso funerario decorada por un pintor ático de vasos, cuyo nombre convenido de Pintor de Neso con la técnica de figuras negras. Esta ánfora panzuda muestra en la escena principal dos grifos de pie uno frente al otro, una decoración extremadamente rara para este tipo de recipiente. El vaso es una de las primeras ánforas panzudas pintadas y una de las pocas obras que pueden atribuirse con seguridad al Pintor de Neso, la primera personalidad de la pintura de vasos del estilo ático de figuras negras. Está datada en el periodo comprendido entre el 610 y el 600 a. C.

## Origen y almacenamiento
No se conoce el origen exacto del ánfora; lo que sí es seguro es que se encontró en el Ática. Las circunstancias de su descubrimiento tampoco están claras. La Colección de Antigüedades Clásicas de Berlín Occidental la adquirió en 1961 a una colección privada de Viena. Inicialmente se exponía en el edificio de la Colección situado frente al Palacio de Charlottenburg, pero desde 2001 se exhibe en la sala 1 de la planta principal del Altes Museum. 

## Forma, tamaño y conservación

Presentación del vaso en la instalación de Berlín que existió hasta 2010, ánfora del Pintor de Neso a la izquierda, vista lateral.

Se trata de un ejemplar inusualmente grande de esta forma de vaso, con 79 cm de altura y un diámetro máximo en el vientre de 54,5 cm. La base tiene 26,3 cm de diámetro y el labio entre 30,5 y 31 cm. El pie tiene forma cónica, el labio plano y ancho con forma de equino. Las asas son de sección ovalada. El cuello es inusual por su forma cilíndrica.
El ánfora fue ensamblada a partir de varias piezas grandes. El fondo se rompió, pero el vaso se remendó con cuatro grapas de plomo ya en la antigüedad. Los pocos fragmentos que faltan se añadieron deliberadamente durante la restauración moderna para que el espectador los viera. La superficie está muy desgastada y con golpes en varios lugares. Además, numerosos desconchones de cal han afectado a la superficie del recipiente. En un lugar, en el cuello del grifo izquierdo, la pared del recipiente está algo abollada.
La vasija es una de las primeras y más antiguas ánforas panzudas pintadas de forma figurativa. El tipo de decoración sugiere que se trata de un vaso funeraria. Por lo tanto, lo más probable es que se colocara en una tumba como señalizador. 

## Representación

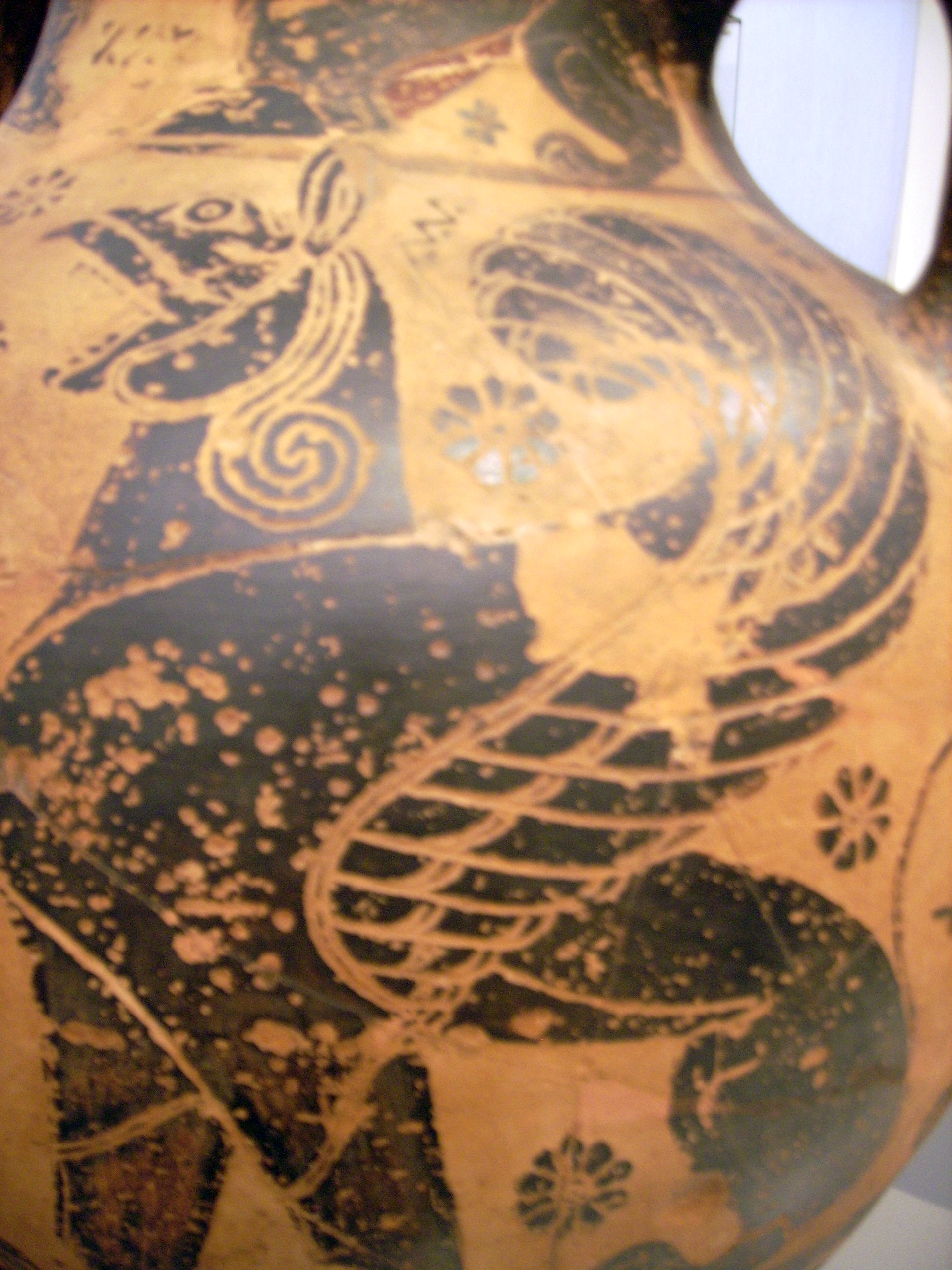
Primer plano del grifo derecho. Se aprecian bien los dibujos internos, incluidas las líneas incisas dobles, por ejemplo, en la línea superior del ala, así como los numerosos y pequeños depósitos de cal, los dientes del pico, las rosetas ornamentales dispuestas alrededor de un punto central y la línea en zig zag entre la cabeza y el extremo del ala. También es visible en el borde superior un residuo de pintura roja en el vientre de la pantera.

Solo una de las caras del ánfora está decorada de forma figurativa, el reverso está completamente engobe negro. Esta separación no es infrecuente en los vasos funerarios de este periodo. La línea divisoria entre la parte delantera y trasera va de arriba abajo a lo largo del eje del asa. El barniz se extiende hasta unos dos centímetros en el interior de la boca del recipiente. En el exterior, el barniz negro se extiende hasta el cuello en una estrecha franja. El borde inferior de la base se dejó con un fondo de la propia arcilla. El friso de rayos de la parte inferior del vaso no comienza directamente sobre el pie, sino solo sobre una zona de base negra más amplia. Encima hay un friso pintado con rosetas de discos. La parte delantera de la panza del está ocupada por un gran campo pictórico. Encima, separada de la imagen principal únicamente por una estrecha línea de barniz, hay una escena en el cuello. El límite lateral entre el frente y el dorso no es visible en la vista frontal. El barniz se aplicó de forma muy fina, especialmente en los dos tercios superiores del dorso del ánfora. Es posible que las zonas de la decoración correspondientes al frente se cubriera de forma superficial. En varios lugares el barniz está descolorido con color marrón rojizo. También se pueden encontrar restos de una capa blanquecina en el fondo de arcilla. Apenas quedan restos de pintura roja; se encuentran principalmente en las palmetas de los discos, en los grifos y en las panteras. Las líneas incisas para los dibujos internos de las figuras y los elementos decorativos fueron a veces ejecutadas muy finamente por el artista, por ejemplo en las patas del grifo. Las líneas importantes se dibujaron dos veces. Parece como si ambos grifos hubieran sido planeados desde el principio para tener una fuerza diferente. Los desconchados posteriores aumentan aún más esta impresión. 

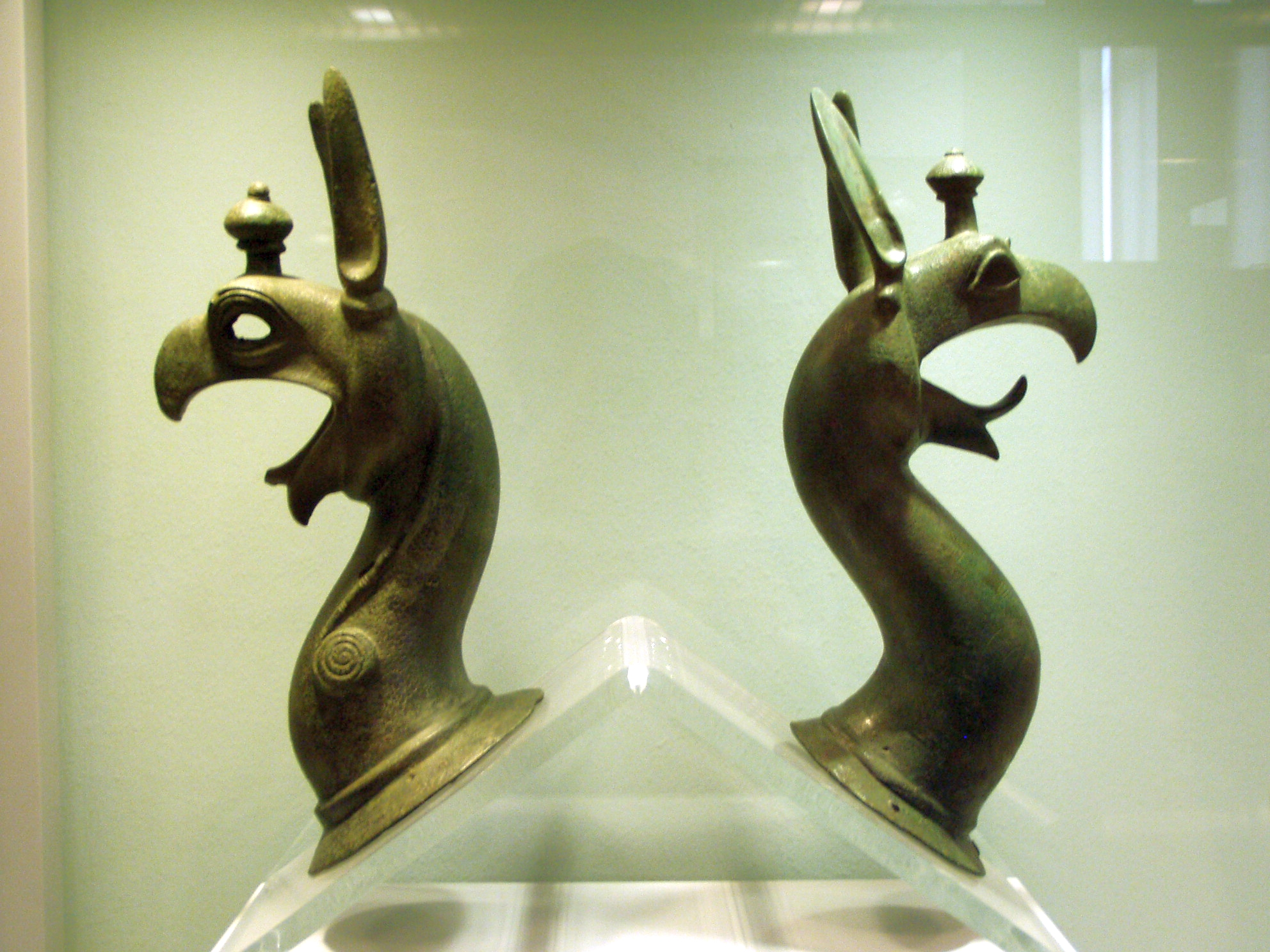
Dos prótomos de grifo fijados originalmente a calderos de cobre como adorno; bronce; ; Museo Arqueológico Nacional de Atenas.

La composición principal muestra dos grifos grandes con patas particularmente grandes. Los dos grifos se muestran sentados uno frente al otro, con la figura de la derecha mejor conservada que su contraparte de la izquierda. En el medio hay un pequeño árbol de palmetas con un búho sentado sobre él. Ambos grifos tienen el pico abierto, mostrando los dientes. Destacan especialmente los afilados caninos. La estructura de la mandíbula inferior recuerda a la de los leones. La punta de la lengua aún se conserva en el asa izquierda. Se frotó una parte de la frente por encima de los ojos de ambos grifos, no está claro si había una protuberancia baja en la frente, pero los arcos de las cejas son visibles. Las colas delgadas tienen una línea horizontal justo antes de su final. El tronco de la palmera se estrecha hacia arriba y finalmente se separa en dos partes que sobresalen diagonalmente hacia abajo. Una gran flor se abre sobre las volutas. Se divide en una doble corona con hojas en forma de trompeta. El búho tiene inclinadaun poco la cabeza hacia el frente. Grandes rosetas de varias hojas con un núcleo y pequeños grupos de seis hojas se distribuyen simétricamente entre las dos figuras como adornos dispersos. Se pintó una línea en zigzag entre la cabeza y las alas entre los dos grifos.
La escena del cuello muestra dos panteras tumbados una frente a la otra, por lo que la imagen de la panza se repite en una forma diferente. La cola de ambos animales sale por debajo del muslo. Como en los grifos, la punta de la cola está marcada por una barra transversal. Los ornamentos de la dispersión también corresponden a los de la escena principal, por lo que las líneas en zigzag se encuentran de nuevo sobre las cabezas.
Los grifos son muy raros en la cerámica ática figuras negras. Se conocen otros dos vasos áticos tempranos, una lecánide del Pintor de Neso, que es el único vaso que también muestra grifos en figura completa dentro de un friso de animales, el vaso François y dos kílices, en los que un arimaspo lucha con un grifo. Los grifos del ánfora de Berlín difieren de los prótomes de grifos contemporáneos. Muestran rasgos antiguos, como los rizos en espiral, las protuberancias inclinadas de la garganta, la forma en cuclillas o el pico volteado en ángulo recto. Es inusual la dentición, que por lo demás solo se conoce en el Vaso François. Especialmente parecidas son las cabezas de grifo de un pendiente de oro encontrado en Milos, que también se encuentra en la Antikensammlung Berlin.  La representación de grifos en un vaso funerario era obvia, ya que los grifos eran considerados los guardianes de las tumbas.

## Atribución

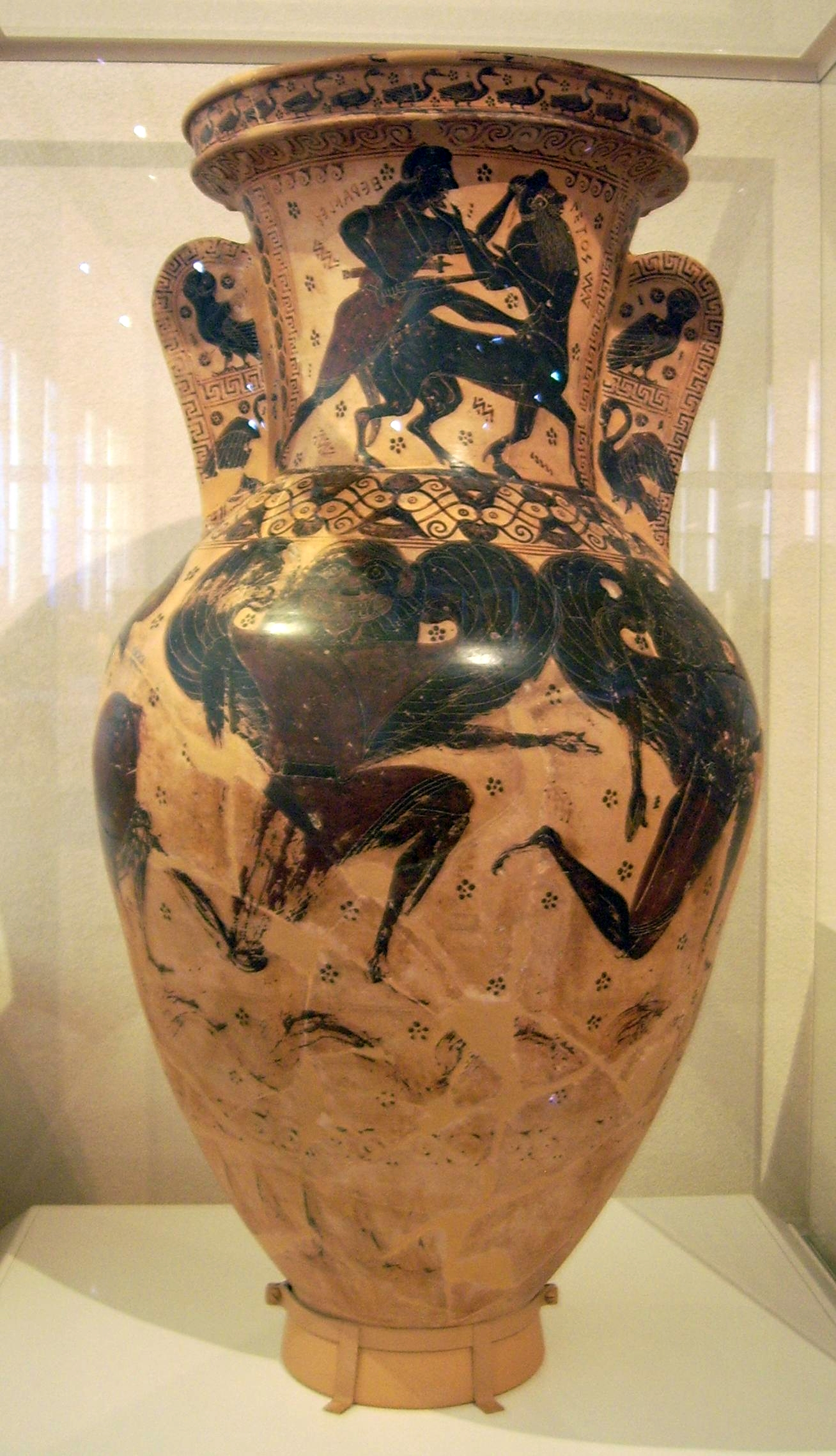
Ánfora de Neso; ánfora ática de figuras negras (vaso epónimo) del Pintor de Nessos.Perseo (no se ve) ha decapitado a Medusa, esta yace moribunda en el suelo, mientras sus hermanas Esteno y Euríale. Perseo la persigue volando sobre el mar. La pintura del cuello representa a Heracles y Neso. hallada en la calle de El Pireo, Atenas; c. 620-610 a. C.; Museo Arqueológico Nacional de Atenas, número de inventario 1002.

Este vaso no aparece en las listas de pintores de John Beazley. Aparte de algunas observaciones menores en la década de 1960, tras la adquisición del ánfora, Karl Kübler asignó el ánfora al Círculo del pintor de Neso debido a las similitudes en los ornamentos. El Pintor de Neso está considerado como el primer pintor ático del estilo de figuras negras que había desarrollado su propio perfil. Su pieza homónima es la llamada Ánfora de Neso, que se encuentra en el Museo Arqueológico Nacional de Atenas. La escena del cuello de esta ánfora representa a Heracles matando al centauro Neso. Kübler asumió que solo había cuatro obras que podían asignarse con certeza al pintor. Otros investigadores como Christa Vogelpohl, John Boardman  y Heide Mommsen van más allá y atribuyen el vaso de Berlín, así como otras piezas, a la mano del Pintor de Neso. Las similitudes estilísticas con otras obras determinadas del pintor dejan pocas dudas sobre la atribución del ánfora de los grifos. Resulta especialmente llamativa la correspondencia de las gruesas patas de león con sus nudillos redondeados y las garras curvadas bajo las patas con las imágenes de una lecánide de Vari atribuida al artista. El búho también recuerda a otras obras del pintor. Las líneas transversales al final de las colas son exclusivas del Pintor de Neso. También se pueden establecer correspondencias claras con el Ánfora de Neso. Las alas con sus extremos romos se enroscan de la misma manera que las alas de la Gorgona en el vaso epónimo. Las incisiones en las alas también coinciden. Las narices de las panteras y las gorgonas representan una tercera correspondencia. Una cubierta de barniz negro en la parte posterior solo está disponible en esta forma en estos dos vasos. 